# Igra
Igra je razvedrilna dejavnost, ki vključuje enega ali več igralcev in je določena:
- po cilju, ki ga igralci poskušajo doseči, ali
- po množici pravil, ki opredelijo, kako igralci igrajo.

Igre vključujejo enega igralca, pogosteje pa pomenijo tekmovanje med dvema ali več igralci. Nekatere jezikovne skupnosti ločijo med igranjem in igro, a to ne velja za slovenski jezik. Igra le okvirno potrebuje pravila, da se izvaja neodvisno od nadzorstva, a je le tekmovanje v veščini, spretnosti ali sposobnosti, a brez resničnih posledic ali vsaj načrtovanih posledic onkraj igre. Igra je razvojna točka urjenja, osvajanje pravil pa poleg vsega tudi družbeno učenje. 
Igra je naravno vedenje in je celo predhodnica spolnega vedenja. Moške podgane, ki se v igri ne spopadajo oziroma so eksprimentalno bile prepuščene osami, imajo velike težave pri funkcionalni spolnosti. Igra je pomemben del učnega procesa, a tudi po sami definiciji, še posebej pri večji starosti, prostor pobega. Igra namreč deluje po poznanih pravilih, dobro uveljavljenem okolju, ki ni nujno resnično. Spoštovanje pravil igre in pri tem dosežen uspeh tako lahko pomeni uveljavitev, dvig samozavesti. 
Najbolj enostaven pojav igre je tek. Najbolj dolgotrajna igra brez tekmovalnega elementa je tek z obročem ali žogo. 

## Zgodovina in razvoj iger

### Egipt
Stari Egipčani so se radi zabavali. Nekatere njihove igre so se ohranile do danes. Primer je skok čez kozla (v staroegipčanšičini: kuza laviza) ali pa vlečenje vrvi. Številne ohranjene slike kažejo dečke, ki se igrajo vojake, in deklice se v nekakšnem plesu predic. Poznali so veliko iger na deskah (kača, igra seneta). Poznali so tudi žoganje, lesene punčke, vrtavke. Vrtavke so bile preproste in iz lesa, kar kaže da so lahko tudi v najrevnejših družinah otrokom naredili igrače.

### Grčija
Stari Grki so poznali veliko iger na deski (šah, kače, lestve,...), radi so ciljali v tarčo (Kottabos). O tem pričajo predvsem poslikave na vazah. Otroci in ženske so se radi igrali z vrtavkami.

### Judeja
Otroci so imeli poleg šole in hišnih opravil dovolj časa za igro. Deklice so se igrale s punčkami in živalcami iz keramike. Dečki so se velikokrat žogali in zlagali kocke. Mnogi zgodovinarji menijo, da so poznali igro podobno naši Človek ne jezi se. Znana judejska igra je bila mlin.

### Razvoj v novi dobi
Ob igrah se pomembno razvijajo vsi športi in tekmovalne dejavnosti. Olimpijske igre so ponudile pomemben prestiž tekmovalnim posameznikom v njihovi mladosti, omejila pa se je tudi škodljivost spopadov. Še posebej je to vidno od 14.stoletja dalje, ko se celo vojskovanje v igri in boks s predpisanimi igralnimi pripomočki priredi v manj škodljivo dejavnost.
Igre so vedno stremele k temu, da bi bile aktualne in poučne. Z igro se skupine spoznajo, naučijo se imena, cenijo sposobnosti sotekmovalcev, spoznajo svoje slabosti, želja po zmagi lahko dvigne vsej skupini motivacijo do sodelovanja.
V 16.stoletju vidno porastejo v Evropi igre kakršen je šah in igre s kartami kakršen je whist, tarok in skat. Pomembno se spremeni odnos do iger z oživitvijo Olimpijskega gibanja in novimi modernimi Olimpijskimi igrami, zaradi katerih se po celem svetu prične razlikovanje med športom in igrami, kar ni bila prej uveljavljena tradicija.  
Večina tekmovanj in iger je bila namenjena ugotavljanju najsposobnejših in najbolj veščih, a je šlo za praviloma vaška tekmovanja brez evidenc, brez zapisanih pravil. Tudi spoštovanje tradicij na področju tekmovanj je velikokrat doživelo zlorabe pa tudi prilagoditve. A tekmovanja niso nikoli bila le vaškega značaja, sposobni športnik ali tekmovalec je praviloma iskal izzivalce, isto je veljalo za konje, pse in univerze. Uspešno izvedeno tekmovanje je praviloma prineslo veliko čast organizatorju, tekmovalcu in prizorišču.  
Zaradi visoke tekmovalnosti in boja za prestiž so omogočili najbolj sposobnim klubom in najbolj urejenimi sredinami, da so pridobili tudi v javnosti poseben pomen. Vzporedno s takšnimi tekmovanji se razvijajo tudi organizirane igre na srečo, kjer se ne zahteva istega truda in tekmovalnosti, pa tudi častitljivost praviloma ni nagrada. 

## Filozofski poskus definicije igre
Z avstrijskega filozofa Ludwiga Witgensteina igra ni predstavljala pojma, ki bi se ga dalo definirati na klasičen način. S postavljanjem homogenih definicij, kaj je igra, lahko mnoge prakse izvzamemo, čeprav jih udeleženci razumejo kot igro. Namesto homogene definicije je Wittgenstein igro vzel kot primer pojma, ki temelji na družinskih podobnostih. S tem je uvedel heterogeno definiranje igre, kjer za vse primere iger ne obstaja neka univerzalna lastnost, pač pa niz skupnih lastnosti, ki si jih posamezne igre delijo v različni meri. 
Z zgodovino igre in igrivo dimenzijo človeka se je ukvarjal nizozemski zgodovinar Johan Huizinga v delu Homo ludens. V delu se pomembno naslanja na japonsko tradicijo, Olimpijsko gibanje, družbene običaje in vrsto zanimivih pojavov iger, kot jih doživljamo v športu. V slovenskem okolju se je ukvarjal z igro Janez Strehovec, ki je uredil prispevke filozofov na temo igre v delu Teorije igre pri Johanu Huizingi, Rogerju Cailloisu in Eugenu Finku.

## Videoigre
Videoigra je oblika sodobne igre s preprostimi zaprtimi pravili, ki jih nadzira računalnik. V veliko primerih, še posebej zgodnjih, je bil računalnik tudi primerni nasprotnik, oziroma je bila igra oblikovana kot serija ovir, ugank in preizkusov spretnosti pri katerih uspešna preizkušnja pomeni zmago. V nekaterih primerih je del igre prepuščen naključju ali kvalitetni grafiki. Igre so bile namenjene motiviranju igralcev/programerjev k optimalni izvedbi igre oziroma realistični udeležbi pri uporabi igre, saj so takšne igre bile najbolj obiskane. Kasneje pa so bile igre namenjene tudi lažji prilagoditvi igralcev na interakcijo z računalnikom. Tako so mladi igralci postali domači z miško, tipkovnico, joypadom in jih pričeli uporabljati samodejno.
Videoigra je sprva bila priklopljena na televizor ali neko drugo predvajalno sredstvo namenjeno videopredvajanju, a obstoj igralnih konzol je to tradicijo nadaljeval, četudi so lahko določene igre bile domače že zgolj z uporabo računalnikov.  Uporaba konzol je vseeno ponujala kvalitetnejšo in uporabnejšo izvedbo iger, pri tem pa ni ogrožala tedaj mnogokrat nestabilne operacijske sisteme.
Največja privlačnost videoigre je v ponujanju ne le zaprtih, jasnih pravil, temveč ponujanju drugega sveta, kjer ta jasna pravila veljajo brezpogojno. Uspehi doseženi pri igrah so bili objektivni, jasni in so ponujali tudi zunanje tekmovanje s pomočjo rekordov, dosežkov in preseganju ovir, kakršne so bile določene od avtorja igre. 

### Spletne igre
Izraz spletne igre se nanaša na videoigre, ki se igrajo preko takšnega ali drugačnega računalniškega omrežja. Dandanes to omrežje v večini primerov predstavlja internet ali ekvivalentna tehnologija. Igre so vedno uporabljale aktualno tehnologijo: modeme pred internetom, še pred modemi pa žične terminale. Razširitev spletnega igranja je v bistvu odraz vsesplošne razširitve uporabe računalniških omrežij, od lokalnih mrež do interneta in hkrati tudi odraža porast dostopa do interneta. Spletne igre so raznovrstne, segajo od preprostih igric, ki temeljijo na tekstu, pa tja do iger s kompleksno grafično predstavitvijo in virtualnimi svetovi z več hkratnimi igralci. Mnoge spletne igre so ustvarile spletne skupnosti, kar pomeni, da so spletne igre dejansko oblika družbene aktivnosti, pri čemer sama komunikacija ni obvezna. Ob pojavi vzporednih forumov in družbenih omrežij je komunikacija postala močnejša, uveljavlja pa se predvsem zmagovalec takšnih iger.
Spletne igre se delijo na več zvrsti. Poznamo arkadne igre, ki sodijo tudi med najstarejše, športne igre, miselne igre, t. i. MMORPG, kjer sodeluje mnogo igralcev hkrati ipd. Ob razvoju fantazijskih svetov z notranjimi pravili in tradicijami se pojavlja tudi pojav globalne fantazije. Spletna igra omogoča da v magičnem svetu onkraj meja in kulturnih razlik globalno različni igralci igrajo neresnične vloge, ki so izključno virtualni izsek osebne domišljije po pravilih proizvajalca igre.

### Založniki iger v Sloveniji
V slovenskem prostoru je število velikih založnikov videoiger razmeroma majhno, kar je posledica omejenega domačega trga in usmerjenosti večine ustvarjalcev v mednarodno okolje. Med največjimi, ki so se uveljavili na svetovnem trgu, je podjetje Outfit7, znano po seriji mobilnih iger »Talking Tom and Friends«. Outfit7, ki je svojo pot začel v Sloveniji, je sčasoma razširil poslovanje v tujino in s tem dosegel globalno prepoznavnost.
Med spletnimi ponudniki iger v Sloveniji izstopa tudi spletni portal »igre123«, ki se je uveljavil kot zbirališče raznovrstnih iger, dostopnih brezplačno in namenjenih širokemu krogu uporabnikov. Portal, ki ponuja predvsem preproste brskalniške igre, je postal priljubljen predvsem zaradi enostavne uporabe in lokalne vsebinske usmeritve.
Nekatera druga slovenska podjetja, ki so v preteklosti skušala delovati kot založniki iger, danes niso več dejavna na tem področju ali pa so svojo dejavnost usmerila predvsem v razvoj, pri čemer distribucijo in trženje prepustijo večjim mednarodnim partnerjem ali globalnim digitalnim platformam. Tako slovenski prostor na področju založništva ostaja omejen predvsem na posamezne uspešne izjeme, medtem ko je večina ustvarjalcev iger prisotna v vlogi razvijalcev, ki svoje izdelke izdajajo prek uveljavljenih globalnih kanalov.